# Ľudovít Rado
Ľudovít Rado (Bratislava, 27 maggio 1914 – 25 maggio 1992) è stato un calciatore cecoslovacco, di ruolo centrocampista.
Con lo Sparta Praga vinse il campionato cecoslovacco nel 1938 e nel 1939.